# Livro de Ômni
O Livro de Ômni é um dos livros que compõem o Livro de Mormon.

## Resumo
Ômni, Amaron, Quêmis, Abinadom e Amaléqui, cada um, por sua vez, escreve os registros—Mosias descobre o povo de Zaraenla, que viera de Jerusalém nos dias de Zedequias—Mosias é proclamado rei—Os mulequitas haviam descoberto Coriântumr, o último dos jareditas—O rei Benjamim sucede a Mosias—Os homens devem oferecer sua alma como dádiva a Cristo. Aproximadamente 323–130 a.C..